# Грин Вали (Аризона)
Грин Вали (енгл. Green Valley) насељено је место без административног статуса у америчкој савезној држави Аризона.

## Демографија
По попису из 2010. године број становника је 21.391, што је 4.108 (23,8%) становника више него 2000. године.
| Група             | 2000.          | 2010.          |
| Белци             | 16.687 (96,6%) | 19.953 (93,3%) |
| Афроамериканци    | 31 (0,2%)      | 92 (0,4%)      |
| Азијати           | 57 (0,3%)      | 149 (0,7%)     |
| Хиспаноамериканци | 394 (2,3%)     | 1.049 (4,9%)   |
| Укупно            | 17.283         | 21.391         |